# Black Dahlia & White Rose
Black Dahlia & White Rose ist eine 2012 erschienene Sammlung von elf Kurzgeschichten von Joyce Carol Oates. Sie wurde als Beste Sammlung 2013 mit dem Bram Stoker Award ausgezeichnet und war für den Frank O’Connor International Short Story Award nominiert.

## Inhalt

### Black Dahlia & White Rose
Erstdruck in: L.A. Noire: The Collected Stories. E-Book. Mulholland Books & Rockstar Games, 2011.
Die Erzählung trägt den ausführlichen Untertitel: Unofficial Investigation into the (Unsolved) Kidnapping-Torture-Rape-Murder-Dissection of Elizabeth Short, 22, Caucasian Female, Los Angeles, CA, January 1947 : Material assembled by Joyce Carol Oates.
Die „Schwarze Dahlie“ des Titels ist Elizabeth Short, die 1947 Opfer eines bis heute ungeklärten und durch seine Brutalität bis heute unvergessenen Mordes wurde.  Die „Weiße Rose“ ist Marilyn Monroe, damals noch Norma Jean Baker und am Anfang ihrer Karriere. In der Erzählung ist sie eine Freundin und Zimmergenossin von Elizabeth Short. Die Geschichte wird zunächst aus der Perspektive des Opfers erzählt, die post mortem über den Hergang und die Umstände ihres Todes berichtet. Dann folgen wechselnd Abschnitte aus der Perspektive des Fotografen Keinhardt, Bakers, die vom Zusammenleben mit ihrer Zimmergenossin Short berichtet, und wieder von Short selbst.
In der Erzählung macht K. Keinhardt Aufnahmen von Short und Baker. Er ist hier der fiktive Fotograf des „Golden Dreams“ Kalender-Fotos, des berühmten Fotos, in dem Monroe nackt als Miss January erscheint. Tatsächlicher Fotograf des Fotos war Tom Kelley.

### I.D.
Erstdruck in: The New Yorker, 29. März 2010; aufgenommen in die Anthologie The Best American Short Stories 2011.
Lisette sitzt gelangweilt und verwirrt in der Mathematikstunde. Sie wird von Polizisten abgeholt und nach ihrer Mutter und Verwandten befragt. Sie wird gefragt, wann sie ihre Mutter zuletzt gesehen habe, wann sie ihren Vater zuletzt gesehen habe. Ihre Mutter ist für ein paar Tage verreist. Mit einem Mann vermutlich. Lisette will das den Polizisten nicht sagen. Sie versteht nicht, was die von ihr wollen. Sie wird in das Leichenschauhaus des Krankenhauses gebracht und soll dort Besitztümer eines Mordopfers identifizieren. Die Polizei glaubt offenbar, es sei ihre Mutter. Ein Ausweis von ihr wurde in einer weggeworfenen Brieftasche gefunden. Lisette erkennt nichts. Schließlich zeigt man ihr die Leiche. Lisette erkennt sie nicht. Dann wird ihr schlecht. Danach besteht sie darauf, zurück in die Schule gebracht zu werden, wo eben Pause ist: „Alles in Ordnung?“ „Sicher, warum nicht?“ Ob die Leiche ihre Mutter ist, bleibt offen.

### Deceit
Erstdruck in: Bradford Morrow (Hrsg.): Conjunctions : Bi-Annual Volumes of New Writing. Bd. 57 Kin. Bard College, New York 2011, ISBN 978-0-941964-73-9.
Candace Waxman, Mutter der 14-jährigen Kimi, hat seit ihrer Scheidung einige psychische Probleme. Sie nimmt dagegen Lorazepam, ein Benzodiazepin. Als sie zur Schulpsychologin Dr. Lee W. Weedle gerufen wird, teilt diese ihr mit, dass Kimi Verletzungen unbekannter Herkunft aufweise, eine Platzwunde am Schädel und Hämatome an den Armen und auf dem Rücken. Man halte diese für bedenklich und für mögliche Hinweise auf Missbrauch. Kimi sage, sie hätte sich angestoßen, wäre gefallen etc. Candace weiß nichts davon, ist außer sich und stellt ihre Tochter zur Rede. Die streitet alles ab. Candace nimmt die Verletzung in Augenschein, trotz heftiger Gegenwehr Kimis. Schließlich bekennt Kimi, dass ihre Schulfreundin Scotti für die Verletzungen verantwortlich sei. Scotti ist Kimis beste und eigentlich einzige Freundin, athletisch, dominant und unduldsam. Candace macht Smoothies für beide und mischt Medikamente hinein, Psychopharmaka aus einer alten Verschreibung. Sie trinken zusammen und schlafen zusammen ein.

### Run Kiss Daddy
Erstdruck in: Joyce Carol Oates (Hrsg.): New Jersey Noir. Akashic Books, New York 2011, ISBN 978-1-61775-034-2.
In der Jugend wanderte Reno oft in der Umgebung von Paraquarry Lake in den Kittatinny Mountains von New Jersey. Er hängt an der Gegend. Er ist geschieden und war zuvor 16 Jahre verheiratet (ein Sohn und eine Tochter, beide nun erwachsen). In seiner ersten Ehe hatte er eine Hütte am See, in der er viel Zeit mit der Familie verbrachte, nach der Scheidung wurde die Hütte verkauft. Nun ist er verheiratet mit Marlena, hat mit deren beiden Kindern Kevin (7) und Devra (4) eine neue Familie und auch ein neues Anwesen am See. Es ist ein etwas heruntergekommenes Finnhaus, vernachlässigt von den Vorbesitzern, und Reno plant verschiedene Renovierungs- und Ausbaumaßnahmen. Bei der Erdarbeit für eine neue Terrasse findet er eine Art Urne und darin Kinderknochen. Offenbar wurde ein ermordetes Kind hier vergraben, vielleicht ein Mädchen wie die kleine Devra. Reno beschließt, seinen Fund unter den Fliesen der neuen Terrasse für immer verschwinden zu lassen. Nicht daran zu denken, es der Polizei mitzuteilen. Es würde sein neues Heim am See und vielleicht auch seine neue Familie zerstören. Unter den Knochen hat er eine Halskette mit blauen Glasperlen gefunden. Er reinigt sie und schenkt sie der kleinen Devra.

### Hey Dad
Erstdruck in: Ellery Queen’s Mystery Magazine. August 2012.
Der Vater ist 62. Sein Sohn ist 21. Der Vater ist eine bekannte Persönlichkeit in der akademischen Welt. Der Sohn hat gerade sein Studium abgeschlossen. Beide treffen zufällig zum ersten Mal aufeinander bei einer Universitätszeremonie, bei welcher der Vater einen Ehrendoktor und der Sohn die Bachelor-Urkunde erhalten soll. Der Vater weiß nichts von seinem Sohn. Er hatte seinerzeit eine Abtreibung gewünscht, die Mutter, eine seiner damaligen Studentinnen, hatte sich geweigert. Dann hat er Mutter und Sohn vergessen. Der Sohn überlegt, was er tun wird, wenn er hinauf auf das Podium geht, wo ihm die Urkunde überreicht werden wird, und wo sein Vater in der ersten Reihe sitzt. Ob er kurz stehen bleiben wird, ob er seinen Vater ansprechen wird. Er wird sicher nichts Dramatisches tun. Vielleicht wird er nur sagen: „Hey Dad, ich bin’s!“

### The Good Samaritan
Erstdruck in: Harper’s Magazine. Dezember 2011.
In einem Zug von Utica, NY nach Carthage, NY, findet Nadia 1981 eine Damenbrieftasche. Sie gehört dem Ausweis nach Anna-Marie Nivecca, 2117 Pitcairn St., Carthage, NY. In Carthage angekommen beschließt sie, die Brieftasche an der angegebenen Anschrift abzugeben. Sie trifft dort den Ehemann Jalel an, der etwas außer sich, etwas betrunken und vielleicht etwas gefährlich ist. Er nennt sie eine „gute Samariterin“ und einen „Engel“ und will ihr Geld als Belohnung geben. Sie lehnt das ab. Sie bietet ihm Hilfe an, Jalel lässt sie die persönlichen Sachen seiner Frau „untersuchen“, schließlich macht sie für ihn ein Abendessen. Irgendwann geht sie. In der Folgezeit erhält sie einige Male Anrufe von der Polizei und erfährt aus der Presse, dass nach der verschwundenen Anna-Marie Nivecca weiter gesucht wird. 30 Jahre später hat Nadia den Vorfall nicht vergessen. Sie ist inzwischen Komponistin, verheiratet, mit zwei adoptierten Kindern. Sie denkt zurück an den Augenblick, als Jalel sagte: „Es muss etwas Besonderes sein, das dich zu mir kommen ließ. Einen Grund, dass Gott dich gesandt hat.“ Und hört sich diesmal erwidern: „Ja. Ich denke, dass du recht hast.“

### A Brutal Murder in a Public Place
Erstdruck in: Dave Eggers (Hrsg.) McSweeney’s 37. McSweeneys Quarterly Concern, San Francisco 2011, ISBN 978-1-934781-86-9.
Ein kleiner Spatz ist hinter den Fenstern des Wartesaals im Flughafenterminal gefangen und zwitschert aufgeregt. Die Wartenden bemerken das Zwitschern. Manche lächeln. Die Erzählerin steht auf und sieht dann den Vogel unter der Decke umher flattern. Dann wechselt die Erzählperspektive: Der Spatz sieht eine dicke Frau unten stehen und zu sich heraufsehen. Er ist von tödlicher Angst erfasst, fühlt großen Hunger und seine Lebenskraft schwinden. Er hofft auf Hilfe und Heimkehr. Dann sieht er zwei Männer in Arbeitsanzügen mit einer Leiter näherkommen. Einer hat ein Netz, der andere einen Besen.

### Roma!
Erstdruck in: Bradford Morrow (Hrsg.): Conjunctions : Bi-Annual Volumes of New Writing. Bd. 55 Urban Areas. Bard College, New York 2010, ISBN 978-0-941964-71-5.
Alexis und David, ein Ehepaar mittleren Alters, machen anlässlich ihres 30. Hochzeitstags eine Italienreise. Die letzte Station ist Rom. Abends sitze sie auf dem Balkon ihrer Hotelsuite, trinken Rotwein und beobachten das römische Leben in den erleuchteten Fenstern gegenüber: Eine Frau, die im Negligé Fernsehen sieht, ein beim Essen gestikuliernder Mann, eine junge Frau mit langem schwarzen Haar, die kaum bekleidet den Boden saugt.
Am folgenden Tag werden wieder Museen besucht und antike Trümmer besichtigt. Schon zuvor hat sich bei David ein Rollenwechsel angedeutet: ein Wechsel von ernsthafter, karrierebewusster Strebsamkeit zum distanzierten, eher schon älteren Mann. Vielleicht aber ändert sich auch nur Alexis’ Sichtweise ihres Mannes, bislang desjenigen, der gebilligt und missbilligt hat und von dessen Urteil Alexis abhing. Man besucht eine Ausstellung mit erotischen Zeichnungen Picassos und Alexis fühlt ein Bedauern gegenüber dem Künstler, der ihrem Eindruck zufolge im Alter von der Schöpferkraft verlassen worden war, nur noch der sexuelle Impuls war ihm geblieben, der sich in repetitiven pornographischen Grotesken ausdrückte.
Alexis lässt spontan ihren Mann zurück und geht einkaufen in den teuren Boutiquen Roms. Aus einem Impuls heraus kauft sie einige für ihre Verhältnisse gewagte Stücke und sieht erstaunt im Spiegel das Bild einer attraktiven Frau. Als sie zum Hotel zurückkehrt, versucht sie die Gebäude auf der Rückseite zu finden, die sie zuvor nachts beobachtet haben. Sie versucht es mehrfach, verirrt sich und findet sich in fremdartigen, heruntergekommenen Gassen. Schließlich gibt sie auf und geht in das Hotelcafé, wo sie sich mit David verabredet hat. Dort schäkert ein älterer Mann mit der Bedienung, in dem sie ihren Mann erkennt.

### Spotted Hyenas: A Romance
Erstdruck in: The Atlantic Online, 31. Mai 2012.
Kurz bevor ihr Mann Pearce nach Hause kommt, steht Mariana im ersten Stock ihres Hauses einem Eindringling gegenüber, der verschwindet, als Pearce die Wohnung betritt. Mariana spricht den Vorfall dann kurz und unklar an, ist sich aber schon bald nicht mehr sicher, ob sie es sich nicht eingebildet hat. Als sie am nächsten Abend von Einkäufen nach Hause kommt, meint sie in der Einfahrt ein Tier zu sehen: goldene Augen, geflecktes Fell. Wieder sieht sie in der Nacht einen Eindringling im Haus, der ein Buch aus dem Regal gezogen hat. Es ist Darwins The Origin of Species. Das Buch stammt aus der Zeit von Marianas Graduiertenstudium Biologie an der University of Pennsylvania, 22 Jahre ist das her. Als sie etwas benommen von einer Lachgas-Narkose beim Zahnarzt sich an Robb Gelder erinnert, damals der Laborassistent, meint sie plötzlich, er wäre der Eindringling gewesen. Sie macht ihn ausfindig. Gelder ist jetzt Leiter einer Forschungsstation, wo das Sozialverhalten von Tüpfelhyänen untersucht wird und hocherfreut, als Mariana ihn anruft und einen Besuch verabredet. Er zeigt ihr die Forschungsstation und Mariana ist fasziniert, als sie die Hyänen bei der Fütterung beobachtet. Wie sie das Fleisch zerreißen und restlos verschlingen. Heimgekehrt in die eheliche Routine hat sie Traumvisionen von nächtlicher, paarweiser Jagd. Schließlich träumt sie, wie ihr Mann von ihr und ihrem Hyänenpartner gerissen und restlos verschlungen wird. Oder vielleicht ist es kein Traum.

### San Quentin
Erstdruck in: Playboy, Oktober 2011.
Quogn ist Insasse in der Haftanstalt von San Quentin, lebenslänglich. Er besucht einen Grundkurs in Biologie und sucht dort das Geheimnis von Leben und Tod – wie das eine übergeht in das andere, wie das passiert. Denn es ist ihm passiert. Nicht zum ersten Mal besteht er den Kurs nicht, hat aber viel Zeit und kann ihn noch viele Male wiederholen.

### Anniversary
Erstdruck in: Boulevard Bd. 28, Nummern 1 & 2 (Herbst 2012), OCLC 828861562.
Viviannes Grearys Mann ist vor zwei Jahren gestorben. Sie ist Universitätsprofessorin und gibt nun, um die „schiefergraue Zeit“ zu füllen, während ihres Sabbatjahrs zusammen mit Cal Healy, Aktivist und Student der Sozialpsychologie an der State University of New York in Purchase, einen Englischkurs in einem Hochsicherheitsgefängnis. Es wäre ihr 50. Hochzeitstag. Es kommt zu einer Unregelmäßigkeit, als die Stunde von einem Wachmann vorzeitig abgebrochen wird, ein Bleistiftspitzer mit der darin enthaltenen Klinge ist verschwunden und ein Formular wurde nicht ausgefüllt. In der Verwirrung lässt ihr Mitdozent sie allein, Vivianne verlässt den Unterrichtsraum und verläuft sich. In einem dunklen Flur wird ihr mit der Spitzerklinge der Hals aufgeschnitten. Oder: Nach einer Rüge und ein paar lästigen Formalitäten fahren Vivianne und Cal zurück.

## Ausgaben
- US-Erstausgabe: Black Dahlia & White Rose. Ecco / HarperCollins, 2012, ISBN 978-0-06-219569-2.
- UK-Erstausgabe: Black Dahlia & White Rose. Ecco / HarperCollins, 2012, ISBN 978-0-06-219571-5.
- Taschenbuch: Black Dahlia & White Rose. Ecco / HarperCollins, 2014, ISBN 978-0-06-219570-8.